# Жозефіна Топаллі
Жозефіна Чоба Топаллі (алб. Jozefina Çoba Topalli; нар. 26 листопада 1963, Шкодер) — албанська політик, голова Народних зборів Албанії з 3 вересня 2005 до 10 вересня 2013 року, віцепрезидентка Демократичної партії Албанії.

## Біографія
Вивчала математику і право в Університеті ім. Луїджі Гуракучієго, потім закінчила аспірантуру з міжнародних відносин в Університеті Падуї. У 2010 році здобула ступінь доктора філософії в Університеті Тирани з дисертацією на тему «Роль національного парламенту в процесі європейської інтеграції країни». Вільно розмовляє англійською, російською, французькою та італійською мовами.
Після закінчення школи влаштувався на роботу в Інституті дослідження кукурудзи в Шкодері, а потім — у місцевій торгово-промисловій палаті. У 1995–1996 рр. викладала в Університеті ім. Луїджі Гуракучієго в Шкодері. У 90-ті роки приєдналася до Демократичної партії Албанії, у 2000 році стала її віцепрезиденткою.
На виборах 1996 року вперше отримала мандат депутатки парламенту, працювала в Комітеті з правових та конституційних питань. У вересні 2005 року обрана головою парламенту. Це найвища посада в країні, яку коли-небудь обіймала жінка в Албанії.
Після виборів у 2009 році була переобрана головою парламенту.
У 2010 була нагороджена Середземноморською премією за її роботу в інтересах миру.
Одружена, має двох дітей (син і дочка).